# Delias endela
Delias endela är en fjärilsart som beskrevs av Jordan 1930. Delias endela ingår i släktet Delias och familjen vitfjärilar. Inga underarter finns listade i Catalogue of Life.